# Imagination débordante
Pour plus de détails, voir Fiche technique et Distribution.
Imagination débordante (Goose Duck Pimples) est un court métrage d'animation américain de la série des Donald Duck, réalisé par Jack Kinney et produit par les studios Disney pour RKO Radio Pictures, sorti le 10 août 1945

## Synopsis
Par une soirée de d'orage, Donald, confortablement assis dans son fauteuil, est en train d'écouter son émission de radio qui lui donne quelques conseils afin de se détendre pour mieux être habité par l'histoire raconté...

## Fiche technique
- Titre français : Imagination débordante[1]
- Titre original : Goose Duck Pimples
- Série : Donald Duck
- Réalisation : Jack Kinney
- Scénario : Virgil Partch et Dick Shaw
- Musique : Oliver Wallace
- Animateurs : Andy Engman, Milt Kahl, Hal King et John Sibley
- Layout : Don DaGradi
- Background : Nino Carbe
- Producteur : Walt Disney
- Société de production : Walt Disney Productions
- Distributeur : RKO Radio Pictures
- Pays d'origine :  États-Unis
- Langue : Anglais
- Format : Couleur (Technicolor) - Son : Mono (RCA Photophone)
- Durée : 8 minutes
- Dates de sortie :
  -  États-Unis : 10 août 1945[2]

## Voix originales
- Clarence Nash : Donald Duck
- Billy Bletcher : l'inspecteur Hennessey
- Doodles Weaver : l'annonceur de la radio

## Voix françaises
- Sylvain Caruso : Donald Duck
- ??? : l'inspecteur Hennessey

## Titre en différentes langues
D'après IMDb :
- Suède : Kalle Ankas deckarroman